# Stärtebodsjön
Stärtebodsjön är en sjö i Söderhamns kommun i Hälsingland och ingår i Norralaåns huvudavrinningsområde. Sjön har en area på 0,0747 kvadratkilometer och ligger 153,3 meter över havet. Sjön avvattnas av vattendraget Stärtebodbäcken.

## Delavrinningsområde
Stärtebodsjön ingår i det delavrinningsområde (681424-155107) som SMHI kallar för Mynnar i Norralaån. Medelhöjden är 142 meter över havet och ytan är 2,15 kvadratkilometer. Det finns inga avrinningsområden uppströms utan avrinningsområdet är högsta punkten. Stärtebodbäcken som avvattnar avrinningsområdet har biflödesordning 2, vilket innebär att vattnet flödar genom totalt 2 vattendrag innan det når havet efter 25 kilometer. Avrinningsområdet består mestadels av skog (85 procent). Avrinningsområdet har 0,07 kvadratkilometer vattenytor vilket ger det en sjöprocent på 3,4 procent.